# Ambia selenias
Ambia selenias là một loài bướm đêm trong họ Crambidae.